# Dieter Hoeneß
Dieter Hoeneß (Ulm, 7 de janeiro de 1953) é um ex-futebolista alemão que atuava como atacante.
Ele é irmão de mais velho de Uli Hoeneß, que também brilhou no Bayern de Munique, nos anos 70.

## Carreira
Pela seleção nacional, jogou seis partidas e marcou quatro gols, disputou a Copa do Mundo 1986

## Títulos
Fußball-Club Bayern München:
Bundesliga: 1979–80, 1980–81, 1984–85, 1985–86, 1986–87
Copa da Alemanha: 1981–82, 1983–84, 1985–86

Artilharias:
Copa da Alemanha 1978–79 (8 gols)
Copa da UEFA 1979–80 (7 gols)
Liga dos Campeões da UEFA 1981-82 (7 gols)